# Districtul Calw

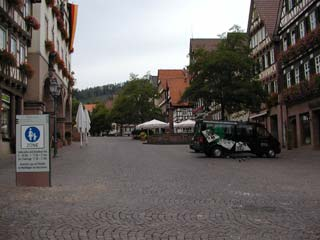
Orașul Calw

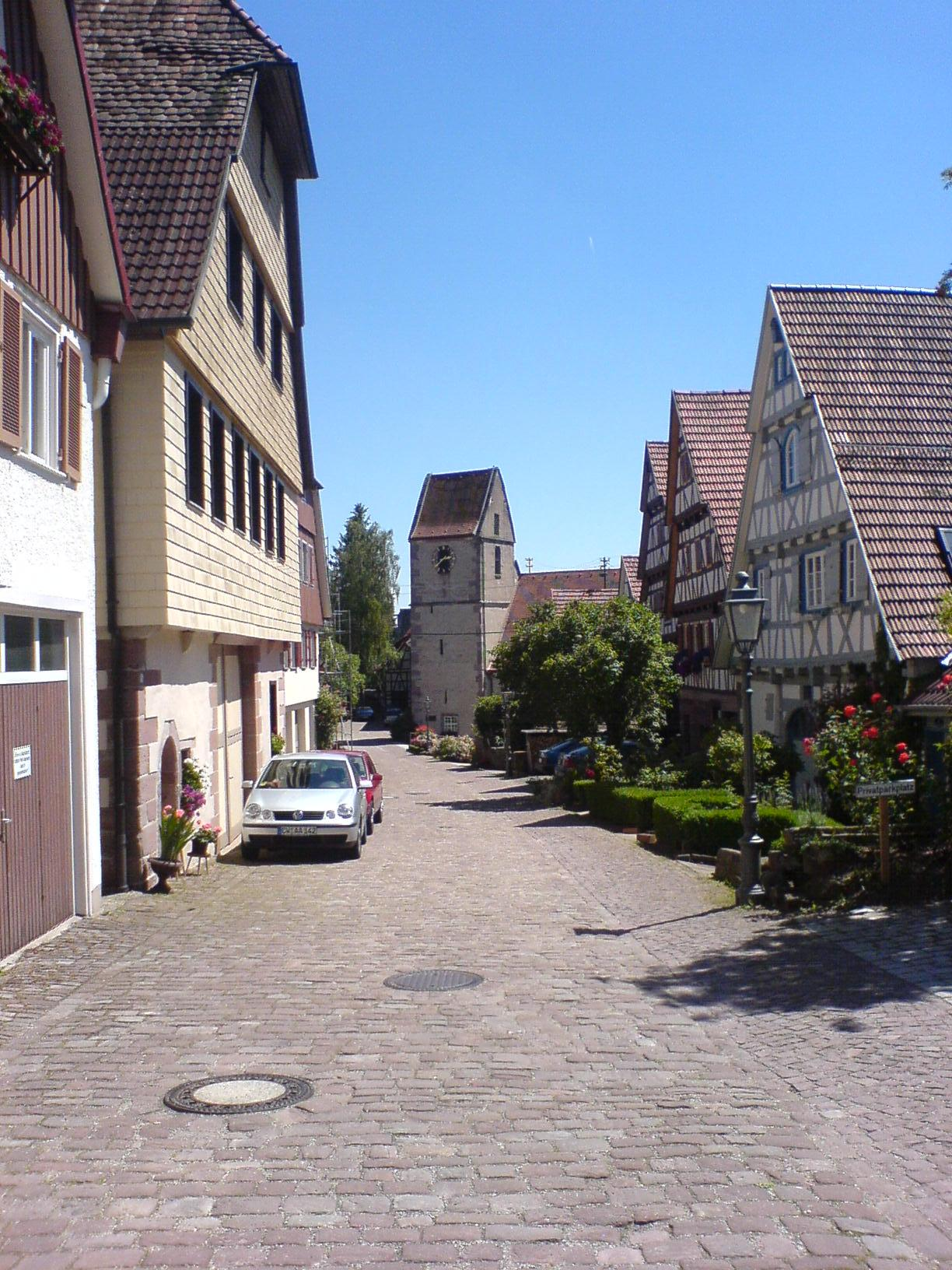
Orașul Zavelstein de lângă Calw

Calw este un district rural (Landkreis) în landul Baden-Württemberg, Germania.

## Orașe
| Orașe | Districte administrative                                                                                        | Târguri |
| --- | --- | --- |
| 1. Altensteig 2. Bad Herrenalb 3. Bad Liebenzell 4. Bad Teinach-Zavelstein 5. Bad Wildbad 6. Calw 7. Haiterbach 8. Nagold 9. Neubulach 10. Wildberg | 1. Altensteig 2. Althengstett 3. Bad Herrenalb 4. Bad Liebenzell 5. Teinachtal 6. Calw 7. Nagold 8. Bad Wildbad | 1. Althengstett 2. Dobel 3. Ebhausen 4. Egenhausen 5. Enzklösterle 6. Gechingen 7. Höfen an der Enz 8. Neuweiler 9. Oberreichenbach 10. Ostelsheim 11. Rohrdorf 12. Schömberg 13. Simmersfeld 14. Simmozheim 15. Unterreichenbach |